# Chrysler Six
Chrysler Six fue la denominación dada a una serie de automóviles equipados con el motor Chrysler I6. El nombre se utilizó cuando la compañía fundada por Walter P. Chrysler absorbió el negocio de las empresas Maxwell Automobile Company en 1924 y Chalmers Automobile Company en 1926, y se hizo cargo de los productos de ambas. La gama Chrysler Six constaba inicialmente de varios modelos con denominaciones numéricas de serie que originalmente declaraban su velocidad máxima aproximada en millas por hora, aunque con posterioridad los números de serie se fueron actualizando gradualmente al inicio de cada nuevo año modelo. Toda la gama se ofreció en varias opciones de estilo de carrocería, y los motores empleados eran técnicamente avanzados para su época. Varios coches con estos propulsores participaron en las 24 Horas de Le Mans de 1925, 1928 y 1929.

## Historia
El desarrollo del modelo (inicialmente conocido como B-70) comenzó en 1919 para Willys Corporation, una sociedad de cartera propiedad de John Willys pero independiente de la Organización Willys-Overland. El vehículo originalmente estaba destinado a ser lanzado como Willys Six. Tres antiguos ingenieros de Studebaker fueron los responsables del diseño (Fred Zeder, Owen Skelton y Carl Breer), conocidos como "Los Tres Mosqueteros" desde la época en la que trabajaron para Studebaker y presentaron el modelo Big Six.
Cuando Willys Corporation quebró en 1919, William Crapo Durant (que había sido despedido como presidente de General Motors por segunda vez), adquirió en subasta su moderna fábrica de Elizabeth (Nueva Jersey), que originalmente construía los modelos Duesenberg, incluidos varios prototipos y el Willys Six. Su oferta superó a la de Walter P. Chrysler, que solo estaba interesado en el modelo Willys Six, dado que para su nueva empresa, necesitaba un vehículo más grande y lujoso con el que competir contra el Buick Master Six, presentado por GM. En cuanto ganó la licitación, Durant se dispuso a lanzar el Flint Six e inició un intento de crear una empresa para competir con GM. Zeder, Skelton y Breer no estaban en absoluto de acuerdo con el nuevo planteamiento de Durant, sobre todo porque se habían descartado muchas de sus ideas innovadoras. Chrysler, aprovechando esta circunstancia, contrató a los tres a través de Chalmers, donde reanudaron el desarrollo de su modelo Six desde mediados de 1923, retomándolo en el punto en que Durant lo había interrumpido. En enero de 1924, el producto terminado se presentó ceremoniosamente al público como el Chrysler Six Model B-70 en el neoyorquino Hotel Commodore, con motivo del Salón del Automóvil de Nueva York.

## Modelo B-70

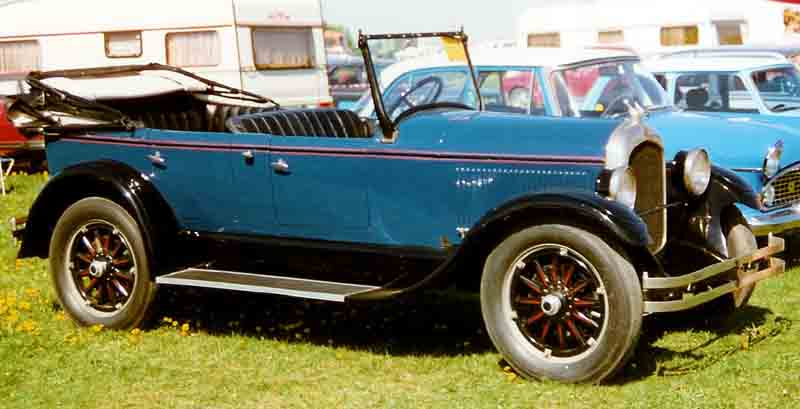
Chrysler Six Model B-70 Touring Sedán de 1924

El Chrysler Six Model B-70 era un automóvil de tamaño completo, que entre 1924 y 1925 se convirtió en el primer automóvil producido por Chrysler bajo su propia marca. Reemplazó a los coches de Maxwell, cuya marca había sido comprada por Walter P. Chrysler en 1921. Se ofrecieron nueve carrocerías diferentes suministradas por Fisher Body Co. en el primer año de producción. Los modelos abiertos inicialmente tenían parabrisas divididos horizontalmente inspirados en los utilizados por los modelos de Brewster & Co., y disponían de ruedas de 30 plg (762 mm) de diámetro con cinco tuercas unidas a frenos de tambor hidráulicos en las cuatro ruedas. El éxito fue sensacional: a finales de 1924 se habían vendido 32.000 coches, un nuevo récord para la introducción de un nuevo modelo. Con la introducción del B-70, se detuvo la producción de los modelos de Chalmers. El roadster de nivel básico con asiento trasero estaba disponible por 1595 dólares (28 357 $ en 2023), mientras que el modelo superior era el Town Car, con un precio de 3725 dólares (66 225 $ en 2023). El nuevo Chrysler ofrecía sin costo adicional varias opciones de accesorios, tecnología y estilo de carrocería, aspectos que se habían convertido en artículos de costo adicional en otros fabricantes. Además, a pesar de su completo equipamiento, los modelos de Chrysler tenían precios situados en valores medios si se comparaban con los sus competidores.
Los coches con motores de alto rendimiento alcanzaban una velocidad máxima comprendida entre 70 y 75 mph (112 a 120 km/h), solo unas 5 mph menos que el Packard Eight. Ralph DePalma ganó la prueba de la subida al monte Wilson el 5 de enero de 1925, conduciendo uno de estos automóviles Chrysler recorriendo 1000 millas en 786 minutos. También se inscribió un roadster en las 24 Horas de Le Mans de 1925, siendo capaz de terminar la carrera, y Malcolm Campbell estableció el récord de la vuelta en el circuito de Brooklands alcanzando las 100 mph (160,93 km/h) con un modelo carenado.
Al año siguiente, la compañía Maxwell se convirtió en Chrysler Corporation. Los coches continuaron construyéndose casi sin cambios. ünicamente el parabrisas dividido en los modelos abiertos fue reemplazado por una versión de una pieza con bisagra superior. Desde mediados de 1925, Chrysler produjo sus propias carrocerías después de comprar Kercheval Body Factory de Detroit, que se convirtió en la Chrysler Factory de Jefferson Avenue. El adorno del capó/tapa del radiador era un estilizado casco vikingo con alas.

## Modelo G-70

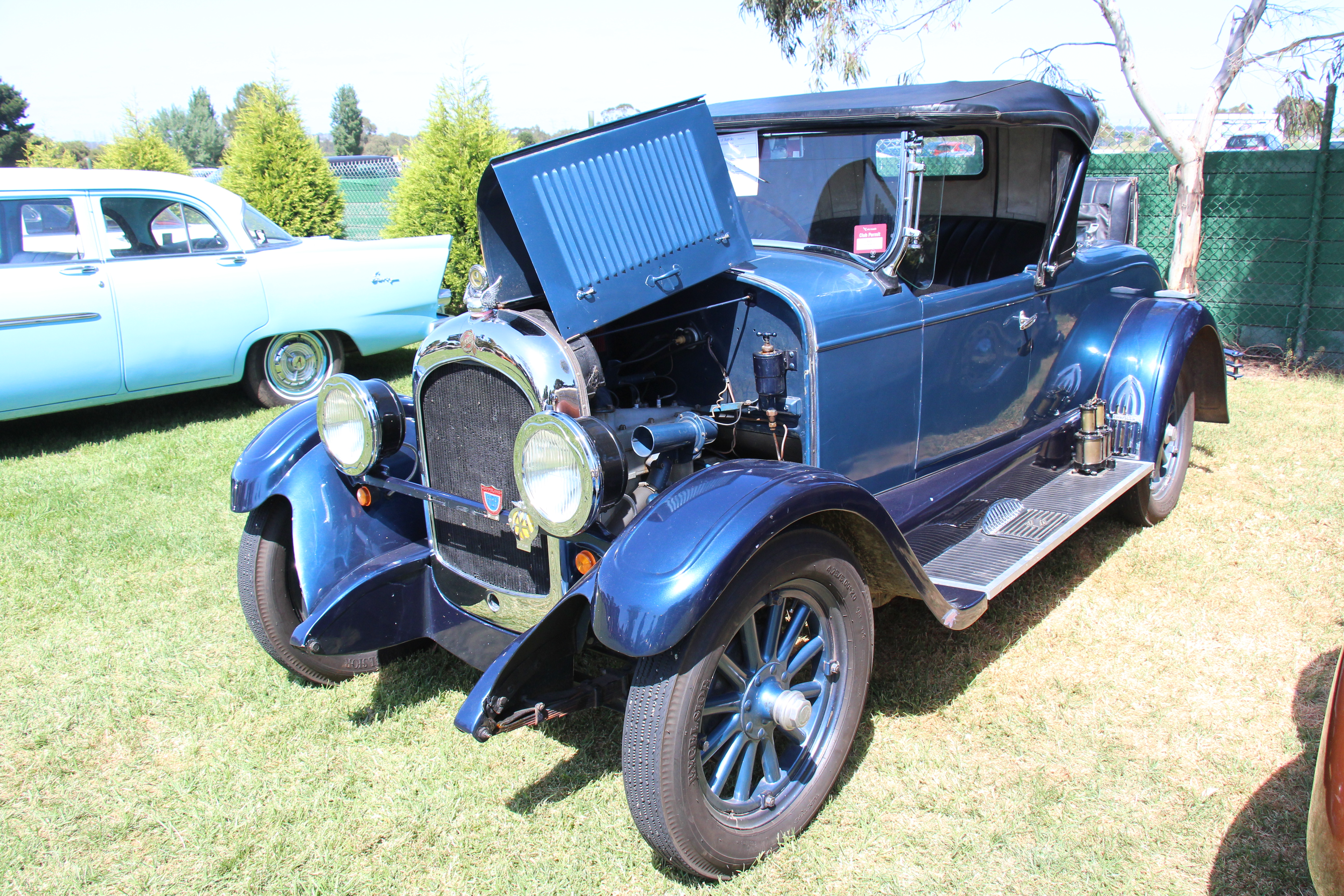
Chrysler Six Model G-70 Roadster de 1926

En 1926, el Modelo B-70 fue reemplazado por el Modelo G-70, del que se construyeron 72.039 unidades del total de 108.600 coches producidos por Chrysler. El G-70 fue una actualización de apariencia, mientras que el B-70 anterior solo se fabricó durante dos años. Se realizaron cambios menores en las aberturas de las puertas, el diseño de los faros tuvo cambios en el acabado exterior, mientras que las carcasas de los faros exteriores se habían alargado. Se ofrecieron varias opciones de estilo de carrocería en configuraciones de dos y cuatro puertas, y entre ellas se encontraba el Chrysler Touring de cuatro puertas y cinco pasajeros, que costaba 1395 dólares (24 009 $ en 2023). Hubo por primera vez un paquete de acabado comercializado con los nombres Royal Coupe y Crown Sedan que en años posteriores se convirtieron en nombres de modelos. La única cilindrada del motor ofrecida era de 218,6 plg³ (3,6 L). El G-70 se unió al nuevo modelo de lujo de la compañía, el Chrysler Series E-80, que pasó a llamarse Imperial para 1927 por primera vez.

## Serie 60 y Serie 70

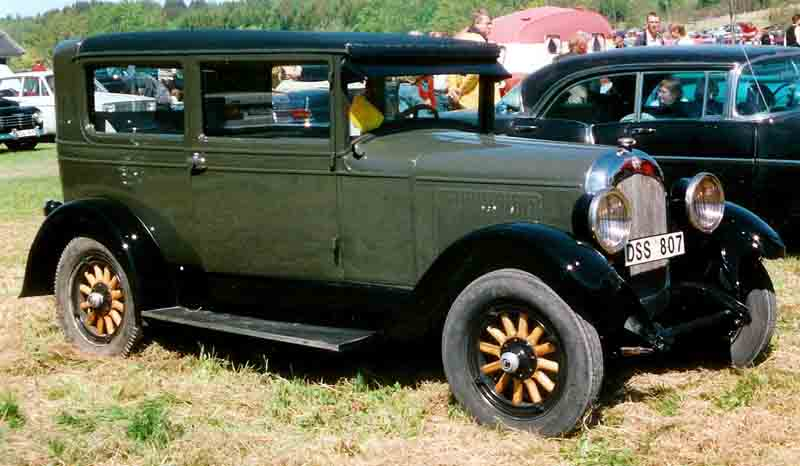
Chrysler Six Series 60 2-puertas sedán de 1927

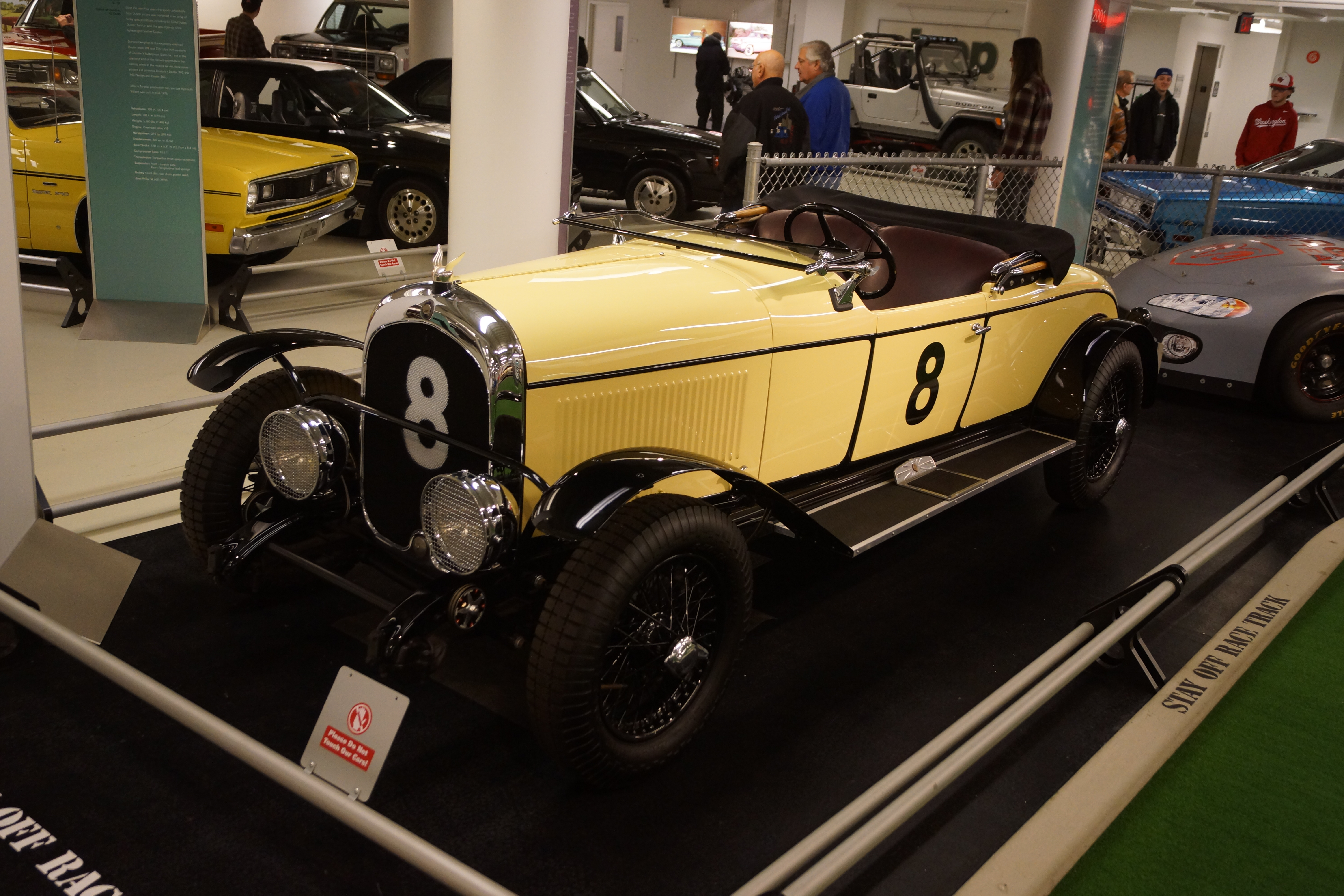
Chrysler Six Series 72 Roadster compitiendo en Le Mans (1928)

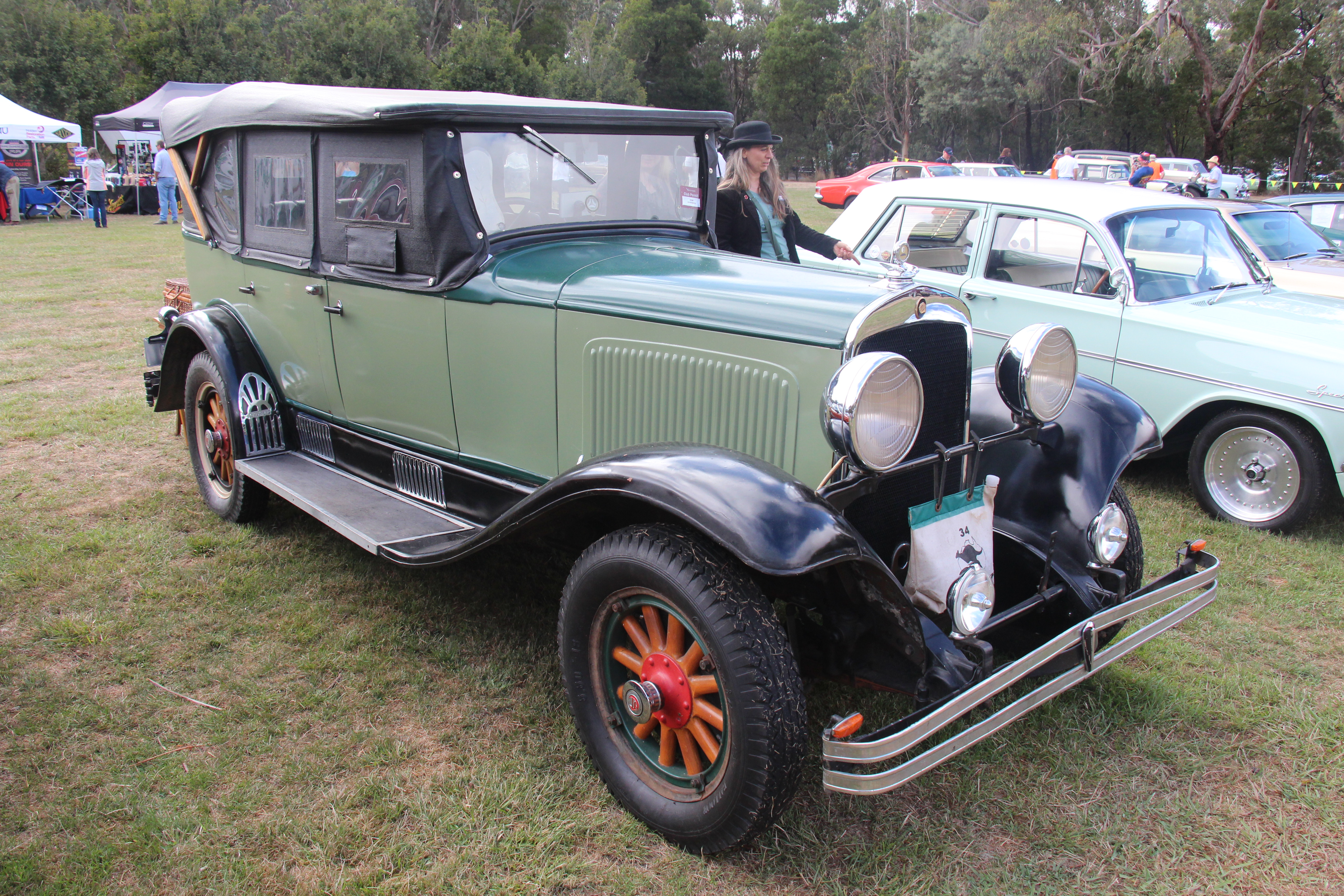
Chrysler Six Series 75 Faetón de 1929

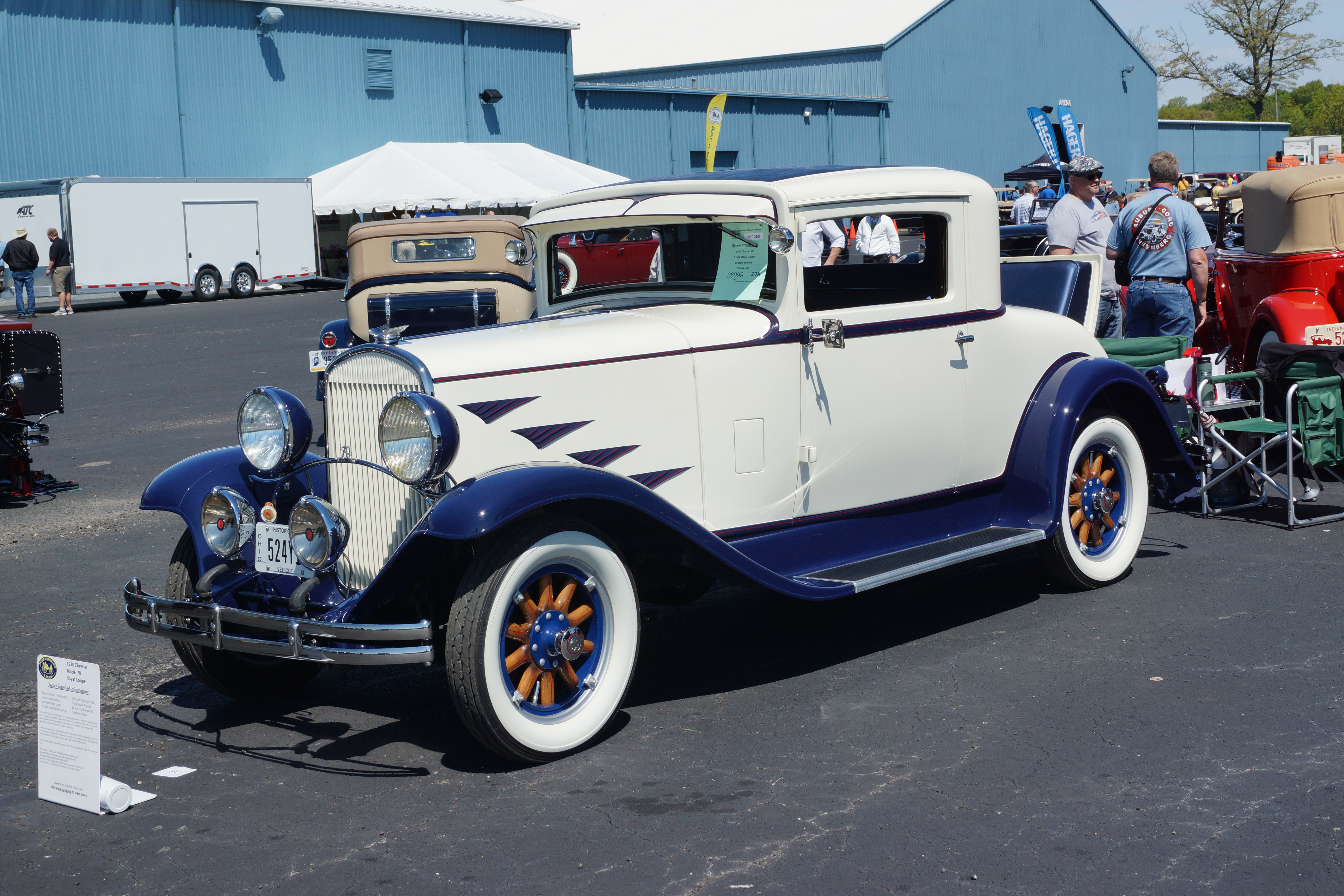
Chrysler Six Series 70 Royal Cupé 1930

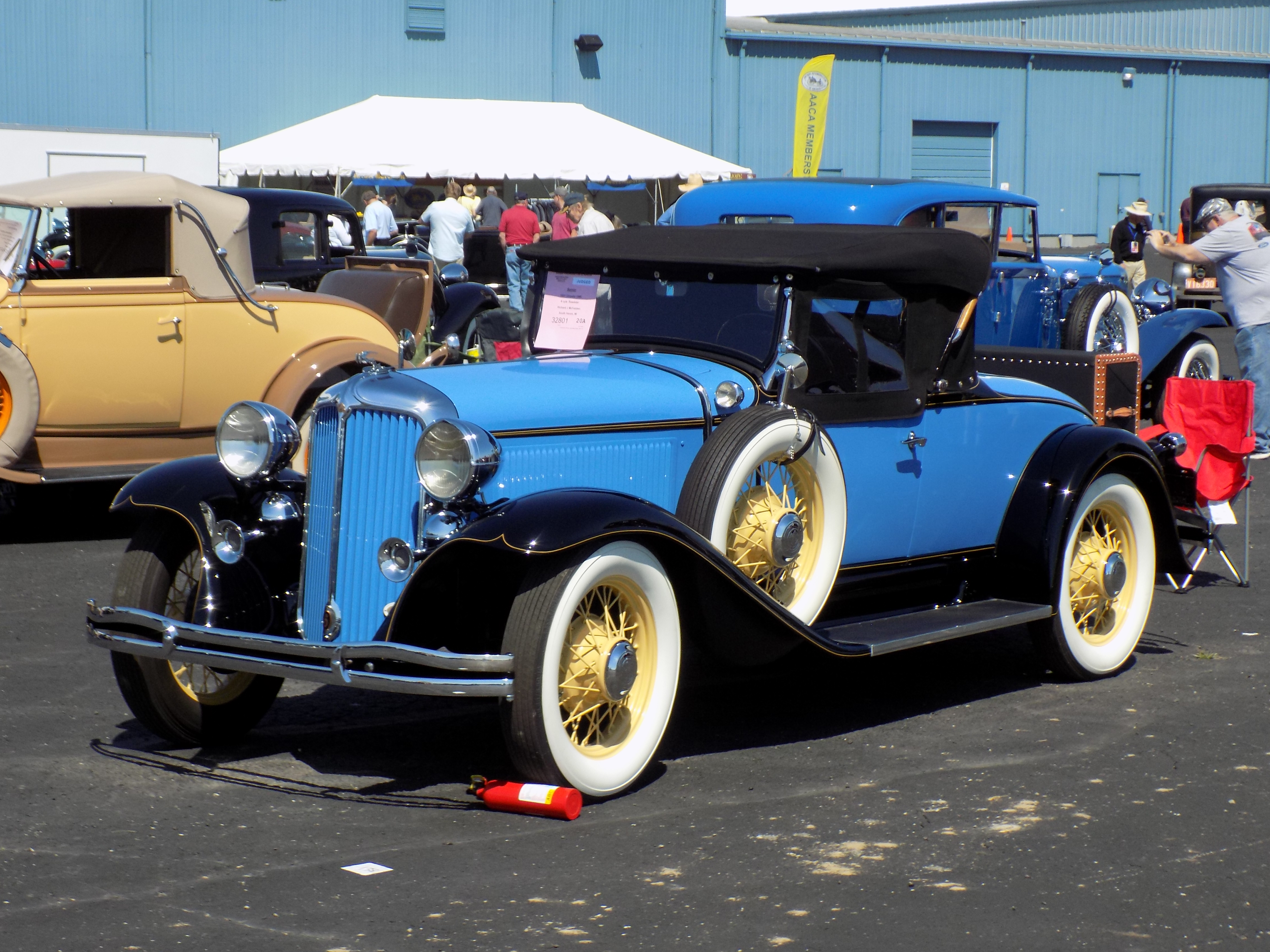
Chrysler Six Series CM Roadster Convertible de 1931

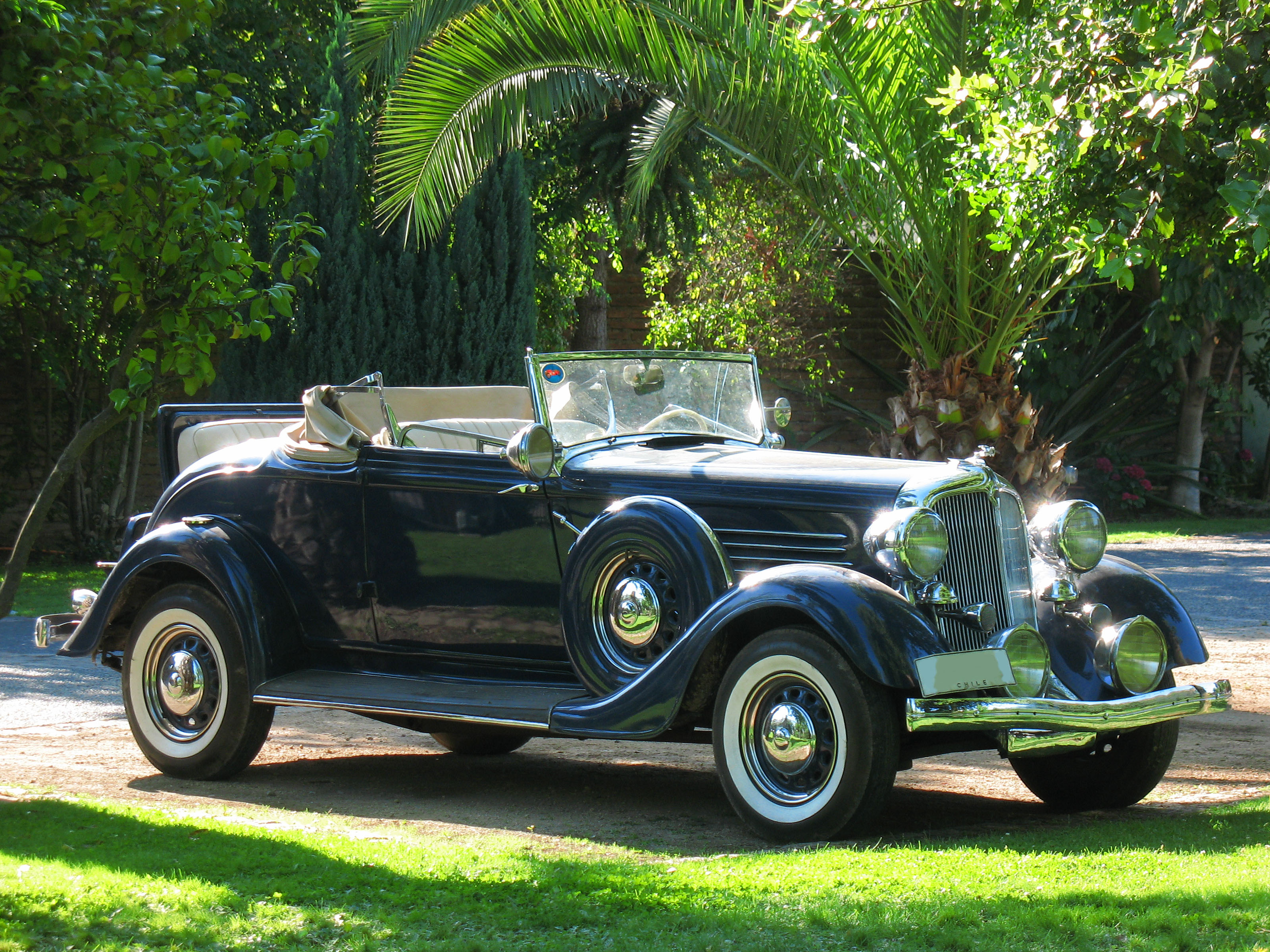
Chrysler Six Series CA Roadster Convertible de 1934

La Serie 60 fue la versión del Modelo G-70 lanzada para 1927 pero con distancia entre ejes más corta, mientras que la Serie 70 permaneció con la distancia entre ejes superior. Los vehículos de la marca Chrysler se situaron en el mercado como "muy bien equipados" y, debido al éxito de las ventas, la compañía compró Dodge en 1928, mientras que el nivel básico del Chrysler Serie 50 se renombró como Plymouth en 1928. La primera gama de modelos DeSoto se introduciría en 1929. La serie 60 se desarrolló a partir de la Serie 50 anterior, que solo tenía un motor de cuatro cilindros, luego se cambió al Plymouth Modelo Q. La Serie 60 tenía un interior mejorado y el motor de seis cilindros y elementos de apariencia de lujo, y se ofreció en seis opciones (dos roadster con solo dos puertas, y cuatro opciones de compartimiento de pasajeros convertible abierto o cerrado). La Serie 70 permaneció con la distancia entre ejes más larga disponible, ofreciendo siete opciones de estilo (dos con carrocería de dos puertas y cinco selecciones de estilo con carrocería de cuatro puertas). A las diferentes opciones de estilo de carrocería se les dieron nombres de modelo "deportivo" o "deportivo personalizado" para los tipos faetón, cupé y convertible con asiento trasero y una berlina landau. El equipo estándar incluía frenos hidráulicos, parabrisas de vidrio de una pieza y un sistema de encendido Delco-Remy, así como un sistema de bloqueo en el caso de optarse por la transmisión manual. Tanto la Serie 60 como la 70 ofrecían un tamaño de rueda de equipo estándar de 30 plg (762 mm), con una opción de radios de madera o discos de acero prensado. La opción de estilo de carrocería de nivel superior para la Serie 70 fue el Crown Sedán, a costaba 1795 dólares (31 485 $ en 2023),) y que ofrecía como estándar características que tenían un costo adicional en otras marcas. Uno de los elementos opcionales era un parabrisas desmontable y cortavientos para los cupés instalados con un asiento trasero. El Dodge Six se introdujo por primera vez en 1927 y se basó en el Chrysler Six Series 60.
Para 1928, la Serie 62 y la Serie 72 ofrecieron cambios de apariencia y mejoras de ingeniería, agregando más equipos estándar y manteniendo sin cambios los precios minoristas. A medida que el buque insignia de la compañía, el Imperial Serie 80L, comenzó a ofrecer opciones de carrocería personalizadas por un costo adicional, la Serie 72 ofreció apariencias similares y convenciones de nomenclatura de modelos pero a un precio menor, pero sin el nombre "Imperial". Los avances compartidos con las Series 62 y 72 incluían un radiador más alto, postes de los faros conectados directamente al chasis, eje delantero tubular y aisladores de choque de goma en las ballestas. Los controles del acelerador y de los faros estaban instalados en el eje central del volante. Los artículos de confort incluían un medidor de gasolina eléctrico instalado en el panel de instrumentos, una cerradura de encendido en el tablero y una visera parasol montada en el exterior. El precio indicado para el Landau Sedán Serie 62 de cuatro puertas y cinco pasajeros se fijó en 1235 dólares (21 662 $ en 2023) con una distancia entre ejes de 109 plg (2769 mm), mientras que el Imperial Town Cabriolet Serie 72 de cuatro puertas y cinco pasajeros de LeBaron costaba 3595 dólares (63 057 $ en 2023) con una distancia entre ejes de 120,5 plg (3061 mm). Se inscribieron cuatro descapotables Serie 72 en las 24 Horas de Le Mans de 1928. Todos fueron pilotados por equipos franceses, y dos de ellos terminaron tercero y cuarto en su clase, que solo contaba con otros tres coches (dos Bentley 4.5 Litros y un Stutz Vertical Eight BB), mientras que los otros dos coches no terminaron debido a fallos en el radiador y el motor de arranque. La Serie 62 fue sometida a ingeniería de emblemas nuevamente y se introdujo como DeSoto Six en 1929.
En el año de producción de 1929 se introdujeron dos plataformas de serie como Chrysler Six, con la Serie 65 con una distancia entre ejes de 112,75 plg (2864 mm) y la Serie 75 con una distancia entre ejes de 121 plg (3073 mm). Ambas series compartían radiadores de perfil estrecho y se aumentó la altura del capó. El interruptor de encendido se actualizó a un ojo de cerradura, y la profundidad de la corona de los guardabarros sobre las ruedas se alargó, y también se introdujeron persianas de radiador ajustables incorporadas. La combinación de colores del tablero permitía distinguir entre las diferentes series, con plateado y negro para la Serie 65 y dorado y negro para la Serie 75. Los amortiguadores hidráulicos Delco Remy Lovejoy estaban disponibles en todas las Series. Las opciones de carrocería se redujeron para la Serie 65 y se agregaron a la Serie 75, enumerando cinco selecciones de cupé y siete opciones de sedán, enumerando cuatro opciones separadas de sedán convertible. Un Roadster Serie 75 y un Serie 77 se inscribieron nuevamente en las 24 Horas de Le Mans de 1929, donde ambos fueron conducidos por los mismos equipos franceses del año anterior y terminaron sexto y séptimo en su clase, en la que destacaban los Bentley 4.5 Litros.

## Series CJ, CM, CI, CO, CA y CB
La nueva década de 1930 supuso cambios de diseño e ingeniería actualizados para Chrysler, que introdujo el Chrysler Six Series CJ, que era una versión reducida de la Serie 66, la Serie 70 y la Serie 77. El momento no fue el mejor debido al Crac del 29 y a la Gran Depresión a partir de septiembre, pero Chrysler siguió adelante y actualizó su línea de productos. Si bien los automóviles de la década de 1930 compartían apariencias comunes en todos los fabricantes, se introdujeron algunas características estilísticas para distinguirlos, y Chrysler introdujo persianas de capó tipo gallardete en todos los modelos Six, que se reemplazó a mediados de año por rejillas verticalles que eran más funcionales y disipaban el calor con mayor eficacia. La barra de unión de los faros delanteros se actualizó a una apariencia curva y el número de modelo se colocó suspendido de la parte superior de la barra. En 1931, el antiguo empleador de Chrysler, Buick, presentó el Buick Century, que instaló motor de ocho cilindros en línea del Roadmaster, y lo instaló en el Special de nivel básico.
La Serie CJ introdujo un chasis diferente al de las Series 60 y 70 anteriores, en el sentido de que estaba más cerca del suelo e introdujo frenos internos hidráulicos, una bomba de combustible, resortes de goma y amortiguadores hidráulicos, al tiempo que introdujo un radiador de perfil estrecho que estaba ligeramente inclinado hacia atrás que fue utilizado por los Chrysler Eight e Imperial. La Serie CJ se ofreció como Roadster, Business Cupé o Convertible Cupé, que costaba 925 dólares (16 871 $ en 2023) y Touring Sedán o Royal Sedán de carrocería cerrada, a un precio de 845 dólares (15 412 $ en 2023). La Serie CM de 1931 era esencialmente la Serie CJ con faros agregados en el borde del capó del motor y el capó junto al borde delantero de la puerta delantera. La Serie CM presentó la nueva apariencia corporativa de Chrysler, influida por Cord y compartida con DeSoto, Dodge y Plymouth.
Para 1932, la Serie CI fue el único producto con motor de seis cilindros en línea, que reemplazó a las Series 60 y 70 originales, y puso fin a la tradición de basar los nombres de las series en las millas por hora máximas alcanzables de cada modelo, y terminó con la carrocería de apariencia original introducida en 1925. Algunos avances de ingeniería y las apariencias que se introdujeron por primera vez en 1931 en el Imperial Eight se habían convertido en equipo estándar en todos los Chrysler.
El modelo de la Serie CO del año 1933 fue en gran parte un remanente con guardabarros delanteros que se extendían hacia adelante y con la corona más profunda para cubrir mejor las ruedas. Para facilitar la entrada al compartimiento de pasajeros delantero, las puertas de los vehículos de dos y cuatro puertas tenían bisagras en el centro, de modo que las puertas delanteras tenían la cerradura en el borde delantero (en forma de "puertas de suicidio"), pero las puertas traseras abiertas la tenían en el borde trasero (de manera convencional). Las puertas de ventilación a los lados del compartimiento del motor ahora eran puertas individuales en lugar de persianas verticales, compartiendo la apariencia con el Imperial.
Para 1934, el Chrysler Airflow se introdujo para reemplazar al Chrysler Royal de ocho cilindros, y las Series CA y CB estaban destinadas a ser la versión final de esta plataforma. Los cambios menores incluyeron guardabarros delanteros y traseros con cenefas que colgaban detrás de las ruedas, rejillas horizontales en el capó y carcasas de radiador del color de la carrocería que ocultaban el radiador. Se introdujo una suspensión delantera independiente, ventanillas deflectoras y ruedas de radios de acero reemplazadas que sustituyeron definitivamente a las de radios de madera. La Serie CA ofrecía una distancia entre ejes de 117 plg (2972 mm), mientras que la Serie CB disponía de 121 plg (3073 mm), pero se usó para sedanes solo con dos opciones de estilo de carrocería, una de las cuales era un convertible de cuatro puertas con las bisagras de las puertas ubicadas en el centro (al igual que en el año anterior). Las Series CA y CB todavía se podían ofrecer en chasis solo para carrocerías personalizadas, mientras que la Serie CU Airflow no se podía ofrecer debido a la construcción de una sola pieza. El roadster convertible Serie CA estaba disponible por 865 dólares (19 701 $ en 2023), y el sedán de cuatro puertas costaba 845 dólares (19 246 $ en 2023), mientras que la Serie CB más larga estaba disponible por 970 dólares (22 093 $ en 2023) para el Sedán Convertible.

## Chrysler Airstream
El Chrysler Airstream es un automóvil producido por Chrysler en 1935 y 1936, y fue la versión revisada del Chrysler Six Series CA y CB. El Airstream vendió más que el Airflow cinco a uno en su primer año, y casi nueve a uno en 1936. Cuando el Airflow no fue aceptado debido a su apariencia inusual, Chrysler mantuvo la plataforma Chrysler Six que ya llevaba diez años en producción y actualizó su apariencia, dotándolo con la placa de identificación "Airstream".

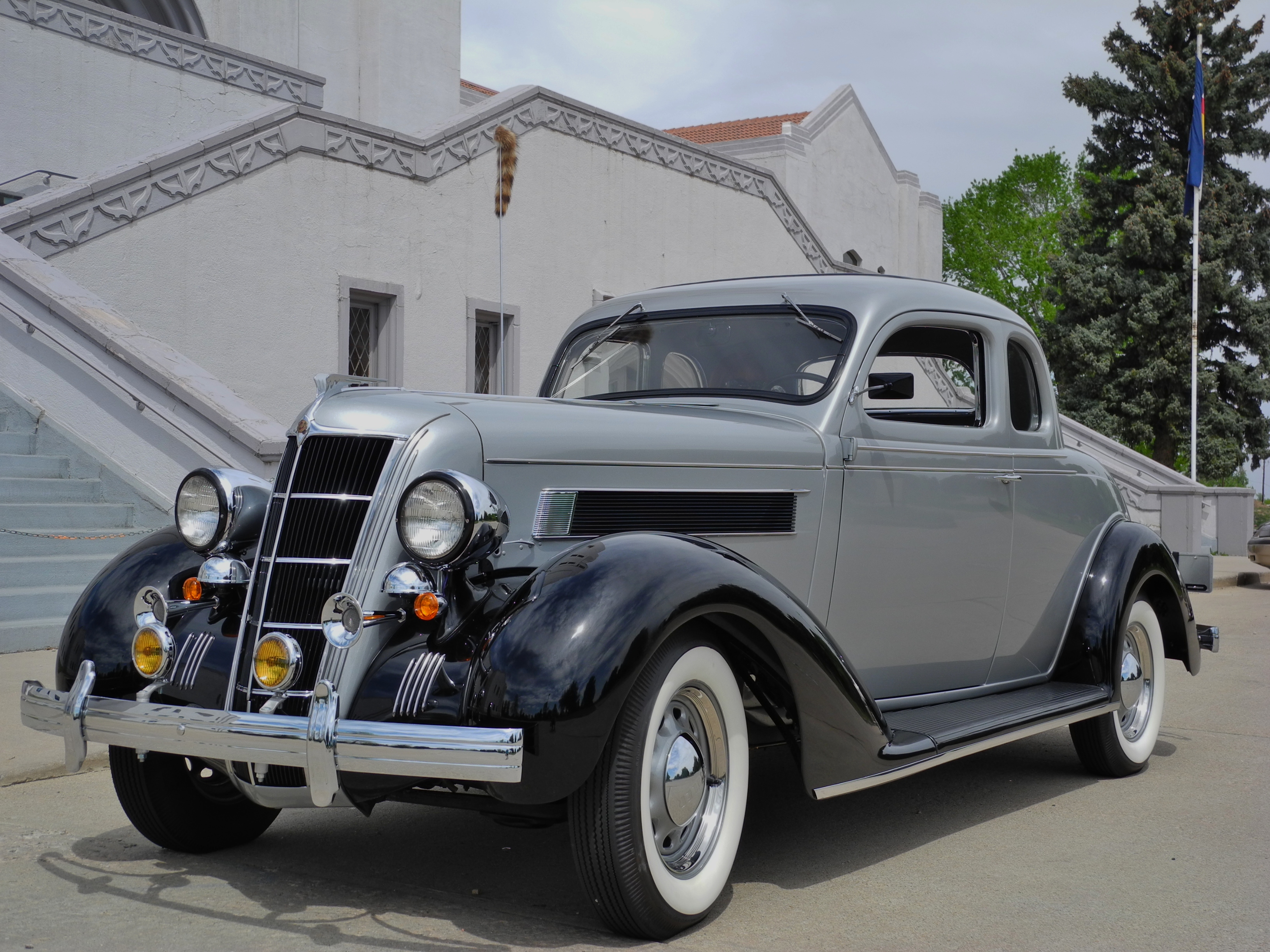
Chrysler Airstream Series C-6 Business Cupé de 1935

El Airstream de 1935 estaba disponible con motores de seis y de ocho cilindros en línea, y se le dio la designación de modelo Serie C-6 para los primeros, mientras que el Airstream Serie CZ se equipó con el motor de ocho cilindros en línea. El Airstream DeLuxe Serie C-1 se ofreció con dos opciones de distancia entre ejes y el motor de ocho cilindros en línea como estándar.
El Airstream Deluxe Series C-1 era un modelo júnior del Airflow, que compartía la designación de la Serie C-1 y del Chrysler Straight Eight. El Airstream Serie C-6 fue una continuación del Chrysler Six Serie CA anterior, donde Chrysler recortó el "CA", dando al automóvil faldones para guardabarros traseros para lanzar un modelo que esperaban atraería a los compradores de la época de la Gran Depresión. Al comercializar los Airstream junto con los Airflow, Chrysler podía ofrecer un producto que el público compraría con la esperanza de producir suficientes Airflow para compensar sus costos de desarrollo. La marca compañera de Chrysler, DeSoto, también vendió por entonces un modelo similar con el nombre de DeSoto Airstream. El enfoque de "puerta suicida" se revisó en las puertas traseras, mientras que las puertas delanteras se abrían de manera convencional (la generación anterior tenía las puertas delanteras con las bisagras instaladas en el pilar B, de manera que se abrían hacia atrás).
Para 1936, el Airstream Serie C-7 se instaló con un motor de seis cilindros en línea, mientras que el Deluxe Airstream Serie C-8 vino con las opciones de distancia entre ejes más largas que todavía se mantuvieron y el motor de ocho cilindros en línea.
Chrysler descontinuó el nombre del modelo "Airstream" tanto para Chrysler como para DeSoto a principios del año modelo de 1937, y reintrodujo el Chrysler Royal Series C-16 para el modelo con motor de seis cilindros y el Chrysler Imperial Series C-14 para el de ocho cilindros.